# 히다카촌 (이바라키현)
히다카촌(日高村)은 이바라키현 다가군에 일찍이 존재했던 촌이다.

## 지리
- 현재의 히타치시 북부에 해당한다.
- 촌 지역은 다가산지의 일부로 거의 산으로 이루어진 지형이다.
- 촌은 태평양에 면해 있다.

## 역사
- 1889년 4월 1일 - 정촌제 시행에 의해 다가군 히다카촌이 성립하였다.
- 1955년 2월 15일 - 다가정, 구지군 구지정, 사카모토촌, 히가시오자와촌, 나가사토촌과 함께 히타치시에 편입되어, 소멸하였다.

## 인구
| 1891년 | 1,918 |
| 1920년 | 2,293 |
| 1935년 | 2,513 |
| 1950년 | 3,600 |
| 1954년 | 3,564 |

## 교통

### 철도
- 일본국유철도 (→동일본 여객철도)
  - 조반선

### 도로
- 1급국도
  - 국도 제6호선

## 참고문헌
- 日立市史編さん委員会編『日立市史』、日立市、1959年
- 日立市史編さん委員会編『新修日立市史』、日立市、1994年
- 角川日本地名大辞典編纂委員会『가도카와 일본 지명 대사전 8 茨城県』、가도카와 쇼텐、1983年 ISBN 4040010809